# Bercianos del Real Camino
Bercianos del Real Camino is een gemeente in de Spaanse provincie León in de regio Castilië en León met een oppervlakte van 34,24 km². Bercianos del Real Camino telt 196 inwoners (1 januari 2016).

## Demografische ontwikkeling
Bron: INE, 1857-2011: volkstellingen